# Institut universitaire de technologie de Bordeaux
 (décembre 2022).
Ne doit pas être confondu avec Institut universitaire de technologie de Bordeaux-Montaigne.
L’Institut universitaire de technologie de Bordeaux est un établissement français d’enseignement supérieur de l'université de Bordeaux. Il dispose de 16 départements de spécialité et 5 licences professionnelles répartis sur quatre sites à Agen, Bordeaux-Bastide, Gradignan et Périgueux.

## Sites géographiques

### Site d'Agen
Créé en 1993, le site d’Agen, situé sur le campus Michel Serres, comprend 2 départements de formation : Gestion administrative et commerciale des organisations (GACO) avec 2 parcours, et Qualité, logistique industrielle et organisation (QLIO). 
Il propose également une licence professionnelle (Assurance, banque, finance : chargé de clientèle).

### Site de Bordeaux-Bastide
En 2023, il est proposé sur ce site, situé dans le quartier bordelais de La Bastide, trois spécialités : « gestion des entreprises et des administrations (GEA), management de la logistique et des transports (MLT) et techniques de commercialisation (Tech de Co), et quatre licences professionnelles ».

### Site de Gradignan
Créé en 1970, le site de Gradignan, situé sur le campus Rocquencourt, comprend, en 2023, 7 départements de formation : Génie civil – Construction durable (GCCD) avec 4 parcours, Génie électrique et informatique industrielle (GEII) avec 3 parcours, Génie mécanique et productique (GMP) avec 3 parcours, Hygiène sécurité environnement (HSE), Informatique (INFO), Mesures physiques (MP) avec 3 parcours, et Science et génie des matériaux (SGM). 
Il propose également une licence professionnelle (Organisation, management des services de l’automobile).
Ce site comprend un TechnoShop qui fonctionne sur le modèle d’une entreprise avec un personnel dédié financé sur projets. Les missions du TechnoShop sont notamment l’appui technologique aux laboratoires, la participation à des projets collaboratifs, le développement de projets technologiques innovants, le soutien technologique aux start-ups et aux PME/PMI ou encore, la recherche et le développement à des fins de ressourcement. L'IUT de Bordeaux - site de Gradignan dispose également d'un Fab lab équipé de matériel (imprimante 3D, outil de découpe laser, etc) qui permet aux étudiants d'« exprimer leur créativité dans le domaine du numérique avec une production concrète ». 
Le bâtiment du site a été rénové en 2021.

### Site de Périgueux

Logo.

Créé en 1975, le site de Périgueux comprend 4 départements de formation : Carrières sociales (CS) avec 2 parcours, Génie biologique (GB) avec 3 parcours, Génie chimique – Génie des procédés (GCGP) avec 2 parcours, et Techniques de commercialisation (TC) avec 2 parcours. Pour l'année 2022, 550 étudiants y sont accueillis, puis 700 en 2023 avec quatre BUT en trois ans qui ont remplacé les DUT.

## Vie étudiante
En 2021, quatre étudiants en Technique de commercialisation (TC), de l'IUT de Bordeaux - site de Périgueux, ont remporté le Tournoi de Gestion 2021 organisé par l'Ordre des experts-comptables de la région Nouvelle Aquitaine.
En 2023, quatre étudiants de l’IUT de Bordeaux - site de Périgueux, en BUT Techniques de commercialisation (TC), ont gagné le grand prix de la finale régionale du Business Game 2023 et ce devant 49 autres équipes de la Nouvelle-Aquitaine.

## Classement
En 2022, l'établissement a été classé 38ème du classement complet réalisé par Thotis.